# Свирелин, Александр Иванович
Алекса́ндр Ива́нович Свире́лин (1830, село Афанасьевское, Шуйский уезд, Владимирская губерния — 7 сентября 1906, Переславль) — священник Русской православной церкви, педагог, историк, смотритель Переславского духовного училища.

## Биография
Александр Свирелин родился в 1830 году в селе Афанасьевском Шуйского уезда.
В 1844 году закончил Шуйское духовное училище, в 1850-м — Владимирскую духовную семинарию, а в 1864-м — экстерном Московскую духовную академию. В 1880 году в возрасте пятидесяти лет экстерном защитился на кандидата богословия.
Служил священником при Смоленской церкви (1858), Феодоровском женском монастыре, Переславском духовном училище. Составил акафист, восстановил и исправил старинную службу преподобному Даниилу.
С 1885 года потомственный дворянин по ордену.
Александр Свирелин скончался 7 сентября 1906 года. Похоронен в Свято-Троицком Даниловом монастыре; ныне могила утрачена. Деревянный дом, в котором жил Свирелин, сохранился: он находится в Переславле рядом с усадьбой Дмитрия Кардовского.

## Педагогическая работа
Более пятидесяти лет А. И. Свирелин отдал церковному обучению.
В 1850 году А. И. Свирелин поступил учителем в Муромское духовное училище. Однако уже в следующем году он переводится на соответствующую должность в Переславль-Залесский. Начав с должности учителя в Переславском духовном училище (1851—1866), он закончил смотрителем (директором) этого учебного заведения (1866—1906). Организовал перевод училища из Данилова монастыря в здания упразднённого Горицкого монастыря. В 1880 году основал Общество вспомоществования нуждающимся ученикам Переславского духовного училища.
Свирелин — автор книг по Закону Божию, толковых Евангелий. Переработал Катехизис митрополита Филарета, сделав его более понятным для детей. Книга Свирелина «Православная вера» (1868) была переведена на японский язык (1891). Написанный им «Церковно-славянский словарь» (1893) использовался как учебник и выдержал семь изданий. Помимо собственно словаря, в нём были даны исторические и географические сведения о событиях Священной истории, о библейских персонажах. Книга была переиздана несколькими издательствами в 2006 году.
Интерес Свирелина к педагогике проявился в статьях по работе и устройству духовных училищ и сельских школ.

## Историческая работа
А. И. Свирелин был видным историком Переславщины. Работы по переславской церковной истории, сыгравшие огромную роль в изучении переславской старины, публиковались им во многих журналах и сборниках. Единой книгой они до сих пор не опубликованы.
Главными направлениями исторических исследований Свирелина были:
- переславские монастыри (Горицкий, Троице-Данилов, Фёдоровский, Никитский, Борисоглебский Надозёрный, Борисоглебский Песоцкий);
- архив Данилова монастыря, разбор и публикация его документов;
- переславские святые — Никита Столпник, преподобный Даниил, Андрей Смоленский, Корнилий Молчальник;
- Переславское духовное училище;
- Плещеево озеро — его топонимика и рыбный промысел;
- проблемы археологии как науки.

Свирелин был членом Московского археологического общества (с 1865 года) и Владимирской учёной архивной комиссии (с 1899).
В 1867 году Свирелин собрал акты и книги из архивов монастырей Переславля (Троицкого Данилова и Феодоровского) по требованию Археографической комиссии. «Свирелину, безвозмездно употребившему много времени на отбор актов из архивов двух вышепоименованных монастырей, в знак признательности Комиссии за его труд, послать те из её изданий, которые имеются в большом числе экземпляров» (Летопись занятий Археографической комиссии за четыре года. Выпуск 5. СПб., 1871. Отд. 4, с. 15.)
Краеведческие материалы Свирелина хранятся в архиве ВУАК в Государственном архиве Владимирской области (ГАВО). Есть сообщение (от 1907 года) о его дневниках, которые до сих пор не разысканы.

## Награды
За свои духовные заслуги был награждён
- 1859 — набедренником,
- 1864 — скуфьёй,
- 1869 — камилавкой,
- 1873 — наперсным крестом,
- 1876 — орденом Святой Анны III степени,
- 1879 — саном протоиерея,
- 1881 — орденом Святой Анны II степени,
- 1884, 19 мая — орденом Святого Владимира IV степени,
- 1888 — палицей,
- 1892 — орденом Святого Владимира III степени.

## Наследие
Наследие Свирелина — около ста книг и статей. Главные труды:

### История
- Описание Переславского Данилова монастыря (1860); 2 издание — Переславский Троицкий Данилов монастырь (1905)
- Описание Переславского Никитского монастыря в прежнее и нынешнее время (1878)
- Переславский Горицкий, ныне упразднённый монастырь (1902)
- Переславский Федоровский женский монастырь. — Владимир: Типо-лит. Губ. правления, 1903. — 43 с.
- несколько статей по истории Данилова монастыря, публикация документов

### Богословие
- Толковые Евангелия воскресные и праздничные (8 изданий)
- Православная Вера (1868)
- Церковный Устав с кратким изъяснением Богослужения Православной Церкви (12 изданий)
- Наставление в Законе Божием (более 10 изданий)
- Церковно-славянский словарь (переиздаётся до сих пор)